# قرنایل
قرنایل (به عربی: قرنايل) یک منطقهٔ مسکونی در لبنان است که در شهرستان بعبدا واقع شده‌است.
 قرنایل  ۴٬۵۰۰ نفر جمعیت دارد.